# Machaerirhynchidae
Machaerirhynchidae é uma família de pássaros encontrados na Nova Guiné e norte da Austrália (Queensland). Contém apenas um gênero, Machaerirhynchus, e duas espécies.

## Espécies
- Machaerirhynchus nigripectus
- Machaerirhynchus flaviventer